# Колашин
Кола́шин (чорн. Колашин/Kolašin) — місто в Чорногорії, адміністративний центр муніципалітету. Населення — 2989 (2003).